# 岡崎由佳
岡崎 由佳（おかざき ゆか、1985年11月18日 - ）は、日本の歯科医師、タレント、モデル。身長：167cm、血液型：AB型。所属事務所はリップ。東京都出身。鶴見大学歯学部卒。

## 人物
- 趣味 - 料理本を見ること・お酒を飲むこと
- 特技 - 乗馬・バレーボール・料理

## 出演作

### テレビ番組
- キャンパスナイトフジ（フジテレビ、2009年4月 - 2010年3月）キャンパスナイターズ

### ラジオ番組
- 志村けんのFIRST STAGE〜はじめの一歩〜（JFN、2010年1月16日）
- まだまだゴチャ・まぜっ!〜集まれヤンヤン〜（MBSラジオ、2011年4月16日 - 2012年4月14日）
- パックンたまご（MBSラジオ、2012年5月6日 - 2013年4月11日）

#### インターネットTV
- あっ！レディースナイト＠（@TV、2012年7月4日-9月26日）

## 写真集
- キャンパスナイトフジ しこたま卒業アルバム（2010年3月19日、講談社） ISBN 978-4-06-379441-0

## CD
- エロくないのにエロく聴こえる歌 〜しこたまがんばれ!〜（2010年3月17日、ポニーキャニオン） - キャンパスナイターズ